# Tegiri
Tegiri (en grec antic Τεγύριος) va ser, segons la mitologia grega, un rei de Tràcia.
Quan Eumolp, fill de Posidó i de Quíone, va ser desterrat d'Etiòpia junt amb el seu fill Ísmar, es va dirigir a la cort de Tegiri, a Tràcia, on va ser acollit per aquest rei, que donà una de les seves filles a Ísmar. Però Eumolp va prendre part en una conjura contra Tegiri, que va ser descoberta, i va haver de fugir, refugiant-se a Eleusis. Més tard, després de la mort d'Ísmar, Eumolp es va reconciliar amb Tegiri, que el va cridar al seu costat i li llegà el seu reialme.